# Luciano Renoldi
Luciano Renoldi (fl. XX secolo) è stato un calciatore italiano, di ruolo attaccante.

## Carriera
Nella stagione 1933-1934 ha giocato nel Saronno in Prima Divisione (la terza serie italiana dell'epoca). Ha poi giocato nel Siena dal 1934 al 1941, per un totale di 172 presenze e 46 gol, grazie ai quali è il terzo miglior marcatore della storia del Siena oltre che il sesto calciatore con più presenze; con la squadra toscana ha anche conquistato due promozioni in Serie B, nella stagione 1934-1935 e nella stagione 1937-1938, categoria in cui ha giocato complessivamente per tre stagioni, con 88 presenze e 21 reti.

## Palmarès

### Club

#### Competizioni nazionali
- Prima Divisione: 1

Siena: 1934-1935
- Serie C: 1

Siena: 1937-1938